# Проценко Вадим Анатолійович
Вади́м Анато́лійович Проце́нко (09.11.1992—19.04.2022) — солдат Збройних сил України, учасник російсько-української війни, який загинув під час російського вторгнення в Україну.

## Життєпис
Народився 1992 року.
Під час російського вторгнення в Україну в 2022 році був солдатом, оператором протитанкового відділення протитанкового взводу механізованого окремого батальйону 30-ої окремої механізованої бригади імені князя Констянтина Острозького. Загинув 19 квітня 2022 року на Донеччині. Поховано в Корсунь-Шевченківській громаді (Черкаська область).

## Нагороди
- орден «За мужність» III ступеня (2022) — за особисту мужність і самовіддані дії, виявлені у захисті державного суверенітету та територіальної цілісності України, вірність військовій присязі.[2]